# Lawrence Durrell
Lawrence George Durrell (Dzsálandhár, 1912. február 27. – Sommières, 1990. november 7.) brit regényíró, költő, drámaíró és diplomata, az ismert természetbúvár író, Gerald Durrell legidősebb testvére.
Indiában született angol és ír eredetű, de hosszabb ideje gyarmati környezetben élő családban, apja és anyja, sőt anyai nagyapja is indiai születésű volt; négy testvér közül ő volt a legidősebb. Tizenegy éves korában szülei Angliába küldték, hogy ott folytassa tanulmányait. A tanulást általában nem kedvelte, de az irodalmat megszerette, már 15 évesen verseket kezdett írni, első könyvét pedig 23 évesen jelentette meg. Első házasságkötése után a görögországi Korfu szigetére költözött és rávette akkor már özvegy édesanyját, hogy az egész család tartson velük. 1935 márciusától csaknem öt éven át éltek a szigeten; ő maga később is igen sokat élt Angliától távol.
Legismertebb műve az Alexandriai négyes című regénytetralógia, amely 1957 és 1960 között jelent meg; darabjai közül általában a legkedveltebbnek az elsőként kiadott Justine-t tartják. 1974 elején megjelentetett, The Avignon Quintet című regénysorozatát sok szempontból hasonló technikákkal írta meg. Utóbbi regények közül az elsővel, a Monsieur, or the Prince of Darkness cíművel még abban az évben elnyerte a James Tait Black Emlékdíjat, a sorozat középső darabját, a Constance, or Solitary Practices című regényt pedig 1982-ben jelölték a Man Booker-díjra. Angliában a 20. század végének egyik legkeresettebb és legünnepeltebb írója volt.
Alkotásában jelentősen inspirálta, hogy sok éven keresztül a brit kormány külképviseleti szolgálatában dolgozott, sokféle állomáshelyen, a második világháború éveiben és az azt követő időszakban; többek között az egyiptomi Alexandriában is. Számos művének a témáját diplomáciai tevékenysége során szerzett élményei ihlették.
A melankolikus Durrell a halál, a deformitás, a betegségek megszállottja volt, de a szexualitás témája ragadta magával leginkább; ezen a téren kielégíthetetlen étvággyal rendelkezett. Kései éveiben alkoholizmussal küzdött és gyakran agresszíven viselkedett. Négyszer nősült, első két feleségétől egy-egy lánya született. Mindegyik feleségével minősíthetetlenül bánt, de legrosszabbul második feleségétől, Eve-től született lánya, az író és drámaíró Sappho járt, aki az apjától éveken át elszenvedett kegyetlen bánásmódot követően, amit sokatmondóan „pszichológiai incesztusként” írt le, 33 évesen felakasztotta magát.

## Korai évei, fiatalsága
Dzsalandhár településen született, Brit Indiában, a brit ősöktől származó, indiai születésű Lawrence Samuel Durrell útépítő mérnök és felesége, az angol és ír gyökerekkel rendelkező Louisa Florence Dixie fiaként; édesanyjának már az apja is a gyarmatbirodalomban született. Iskolai tanulmányait a dardzsilingi St. Joseph’s School tanulójaként kezdte meg, majd sok hasonló gyökerű társához hasonlóan a családja 11 éves korában Angliába küldte továbbtanulni. Mivel az iskolai kötöttségek ellenére voltak, és nem szerette a tanulást, nem járt sikerrel az egyetemi felvételivel sem. A költészetet viszont megkedvelte, 15 évesen már komolyan írt verseket, első kötete pedig alig 19 éves korában jelent meg, 1931-ben Quaint Fragments címmel. Időközben a családfő 1928-ban, 43 éves korában agytumorban elhunyt, ami után az özvegy elhatározta, hogy három kisebb gyerekével együtt ő is Angliába költözik. Erre 1932-ben került sor, amikor az egész család Bournemouthban települt le.

## Élete prózaíróként

### Első házassága és korfui évei
1935. január 22-én kötötte első házasságát, felesége Nancy Isobel Myers (1912–1983) lett. Ez sem mulasztotta el azt a boldogtalanság-érzést, ami Durrellt Angliában eltöltötte, ezért úgy határozott, hogy feleségével a görögországi Korfura költöznek, és rávették a családot, hogy ők is tartsanak velük. A költözés mellett szólt, hogy Korfun olcsóbban biztosíthatták megélhetésüket, és faképnél hagyhatták Anglia borongós időjárását.
Ugyanebben az évben jelent meg Durrell első regénye Pied Piper of Lovers címmel, a Cassell kiadásában. Ekkoriban került a kezébe Henry Miller előző évben kiadott új regénye, a Ráktérítő (Tropic of Cancer), mely egészen a hatása alá kerítette, és aminek hatására levélben kapcsolatba lépett Millerrel, megalapozva ezzel kettejük között egy 45 éven át tartó barátságot, és egyúttal egy kölcsönös kritikusi viszonyt. Durrell következő regénye, a Panic Spring Miller stílusának erős hatásait mutatja csakúgy, mint 1938-ban kiadott, The Black Book című könyve is.
Korfun Lawrence és Nancy egy ideig együtt éltek a Durrell család többi tagjával Kontokali faluban, majd 1936 elején egy görög halász házát vették bérbe egy akkor kis halászfalunak számító településen, Kalamiban, a sziget északkeleti partján. Jó barátságot alakított ki Theodore Sztefanidesz görög orvossal, természetbúvárral és költővel, akit gyakran látott vendégül; 1939-ben Henry Miller is vendégeskedett Durrell kalami házában.
Életének ezen időszakát később a Prospero’s Cell című regényében örökítette meg, mely sajátos hangütéssel mutatja be a második világháború előtti korfui környezetet és az ott élők szokásait. Legkisebb testvérére, Gerald Durrellre szintén nagy hatást gyakoroltak a korfui évek, ő három komplett regényben (Családom és egyéb állatfajták, Madarak, vadak, rokonok, Istenek kertje) és több más, kisebb, jellemzően humoros írásban örökítette meg ottani emlékeit, a saját nézőpontjából és főként a saját szempontjait követve. Gerald regényeiből úgy tűnik, mintha Lawrence végig a családdal élt volna, Nancyt pedig egyáltalán nem is említi. Lawrence ezzel szemben saját visszaemlékezésében családtagjai közül csak Leslie öccsét említi. Kettejük regényeiben vannak egyezően visszatérő motívumok is: mindketten írnak például azokról a szerteágazó szerepekről, amiket Szpiro Hakiapulosz korfui taxisofőr és Theodore Sztefanidesz betöltött a család életében.

### A második világháború előtti évek
1937 augusztusában Lawrence és Nancy Párizsba utazott, hogy találkozzanak Henry Millerrel és Anaïs Nin amerikai írónővel. Ott, kiegészülve Alfred Perlès cseh-zsidó származású ausztriai íróval, Miller egy életrajzírója szerint olyan együttműködésbe fogtak, melynek célja saját irodalmi mozgalmuk megalapítása volt, olyan elnevezésű projektekkel, mint a The Shame of the Morning (A reggel szégyene) vagy a Booster című folyóirat kiadása. Párizsi lakhelyük nevét alapul véve könyvsorozatot is indítottak Villa Seurat Series címmel, hogy abban jelentessék meg Durrell Black Book című regényét, Miller Max and the White Phagocytes című írását és Anaïs Nintől a Winter of Artifice-t; a sorozat kiadását Jack Kahane, az Obelisk Press kiadó munkatársa vállalta.
Durrell első jelentősebb prózai írásműve az ekkoriban elkészült Black Book (teljes címén: The Black Book: An Agon volt, melyen jelentős mértékben érzékelhető volt Henry Miller hatása; a regény 1938-ban jelent meg Párizsban. Az enyhén pornográfiába hajló kötetet az Egyesült Királyságban nem nézték jó szemmel: 35 éven keresztül nem jelenhetett meg brit földön, ottani kiadására csak 1973-ban nyílt lehetőség. Ehhez talán az is hozzájárulhatott, hogy a történet főhőse, Lawrence Lucifer azért küzd, hogy megszökhessen a halódó Anglia szellemi sterilitásából, hogy Görögországban kedélyes, ihletett környezetre találjon.

### A második világháború időszaka

#### Házasságának válsága
A második világháború kitörésének hírére Durrell édesanyja úgy döntött, hogy a három fiatalabb gyermekével hazatér Angliába (bár egyetlen lánya gyorsan függetlenítette magát a családtól, és egy időre újból Korfura települt), Lawrence és Nancy ellenben továbbra is a szigeten maradtak. 1940-ben Nancy életet adott egyetlen közös lányuknak, aki a Penelope Berengaria nevet kapta, kapcsolatuk azonban gyengülni kezdett. Amikor a háború Görögországot is elérte, Kréta szigetén át az egyiptomi Alexandriába menekültek, de 1942-ben különváltak. Az akkor két éves Penelope Nancynél maradt, aki később, a kislánnyal együtt Jeruzsálembe költözött.
Mindaddig, amíg Korfun élt, Durrell számos jegyzetet készített az élményeiről és az ott tapasztaltakról, egy, a szigetről írandó későbbi könyve számára. A könyv később Prospero’s Cell címmel született meg, de csak jóval a második világháború vége után; Durrell ebben többek között így írta le Korfut, mint a Jón-tengeri szigetek egy briliáns kis ékszerét, a szigetet övező tengert pedig úgy, mint ha mozgása magának a világnak a szívverését követné.

#### Megbízatása sajtóattaséként, második házassága
A háborús években Durrell több brit külképviseleten teljesített szolgálatot, mint sajtóattasé, előbb Kairóban, majd Alexandriában. Utóbbi állomáshelyén került közelebbi ismeretségbe az alexandriai zsidó Eve (Yvette) Cohennel, aki később legismertebb regénysorozata legnépszerűbb regényének címszereplője, az Alexandriai négyes Justine-je megalkotását ihlette. 1947-ben feleségül is vette őt, házasságukból 1951-ben ugyancsak egy lány született, akit Sappho Jane névre kereszteltek, a legendákkal övezett ókori görög költőnő, Szapphó emlékére. (A lány nem érte meg a 35 éves korát, számos mentális egészségügyi problémával küzdött, végül 1985-ben önkezével végzett magával.)

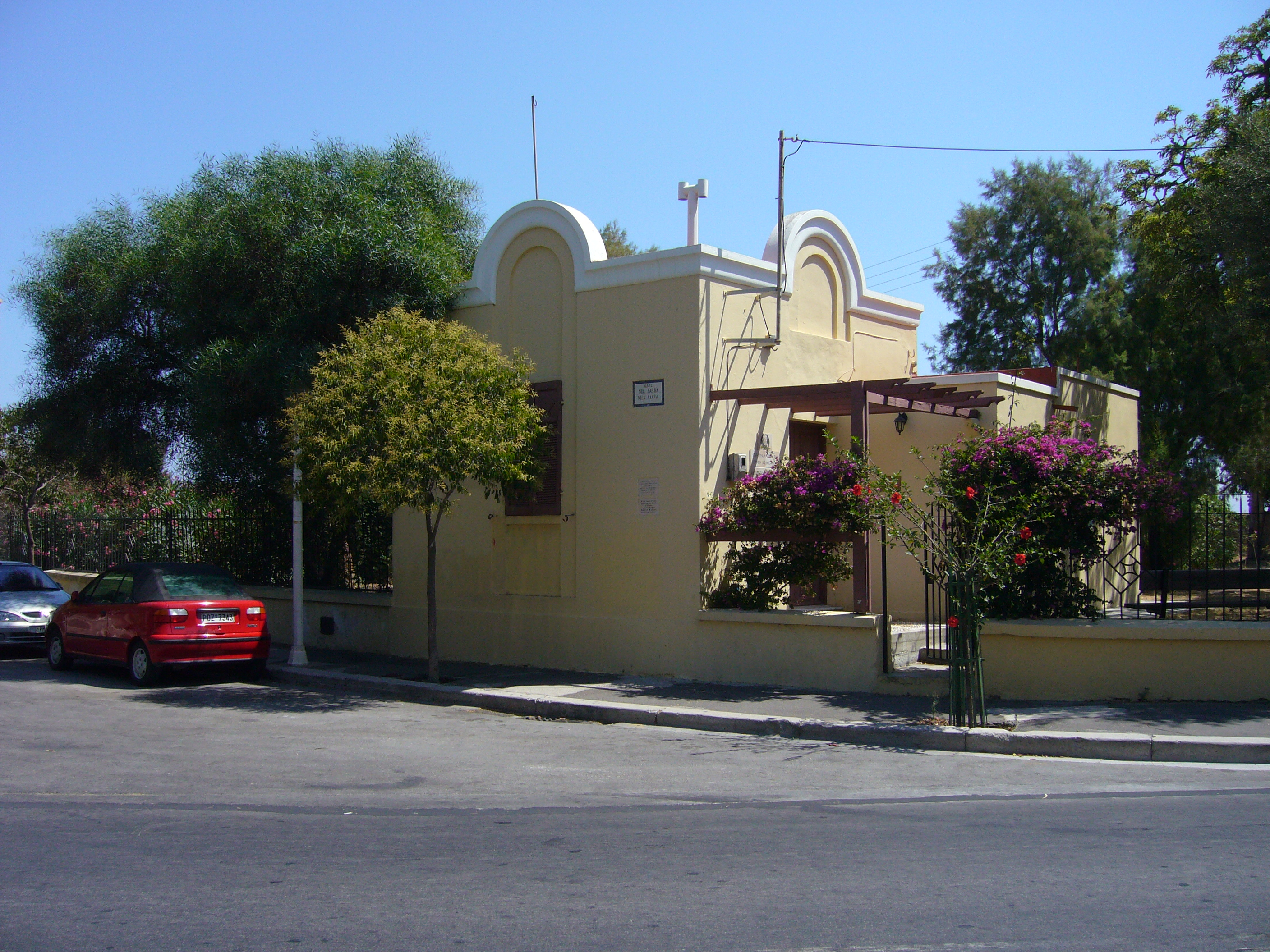
Lawrence Durrell rodoszi otthona, ahol 1945. május 20-ától 1947. április 10-éig lakott

1945 májusában Rodoszon, a Dodekanészosz szigetcsoport legnagyobb szigetén kapott állást, miután a szigetek, több évtizedes zaklatott sors után egy időre brit ellenőrzés alá kerültek. Durrell ott egy régi török temető őrének jóvoltából kapott szállást, miután az illető hajlandó volt szemet hunyni a zsidó származású feleség ott-tartózkodása fölött. Alapvetően ez az időszak ihlette Reflections on a Marine Venus című könyvét, amely a sziget lírai magasztalása volt, és amelyben egy halvány említésen felül szó sem esik a zavaros háborús évekről.

### Argentína, Belgrád, Ciprus
1947-ben Durrell igazgatói kinevezést kapott a British Council argentínai, Córdobában működő intézetébe. Másfél évet töltött ezen a poszton, ahol elsősorban kulturális témákban kellett előadásokat, képzéseket tartania. 1948 nyarán tért vissza feleségével együtt Londonba, körülbelül abban az időszakban, amikor Tito marsall, Jugoszlávia első számú vezetője szembefordult Sztálinnal. Durrellt ezért a British Council a jugoszláv fővárosba, Belgrádba delegálta, ahol 1952-ig képviselte a szervezetet. Ottani élményei adták egyik későbbi regénye, a White Eagles over Serbia című, 1957-ben kiadott kötet témáját.
1952-ben Eve idegösszeomlást kapott és Angliában kórházba került. Durrell és kislánya, Sappho Jane Ciprusra költözött, ahol vett egy házat és gimnáziumi tanári állást vállalt, ahol angol irodalmat oktatott, szabadidejében pedig tovább tudta folytatni az írást. Következő megbízatását ismét a brit kormányzattól kapta: a társadalmi kapcsolatok élénkítésével kellett előmozdítania Ciprus egyesülését Görögországgal. Ciprusban töltött időszakáról szól a Bitter Lemons című regénye, amellyel 1957-ben elnyerte a Duff Cooper-díjat. Időközben, 1954-ben tagjává választotta a Brit Királyi Irodalmi Társaság. Durrell 1956 augusztusában hagyta el Ciprust, miután politikai agitációs tevékenysége és brit kormányzati tisztsége miatt merényletkísérletek célpontjává vált.

### Justineés azAlexandriai négyes
1957-ben jelentette meg Justine című regényét, amit egy tetralógia első részének szánt; ez vált legismertebb művévé. Az Alexandriai négyes címet viselő tetralógia további három regénye az 1958-ban kiadott Balthazar és Mountolive, valamint az 1960-ban megjelent utolsó rész, a Clea volt. Mind a négy regény a második világháború előtti és alatti években játszódik az egyiptomi Alexandriában, és közülük az első három cselekménye gyakorlatilag azonos, a különbség annyi, hogy az olvasó mindhárom esetben a meglehetősen eltérő karakterű címszereplők szemszögéből követi az eseményeket. Csak a záróregény, a Clea viszi aztán előbbre a cselekményt, és ott születik meg a történet végkifejlete is. A kritikusok általános tetszéssel fogadták a tetralógiát, amit többek között stílusának gazdagságáért, a karakterek változatos és életteli megjelenítéséért, a közéleti és magánéleti témák közti könnyed átváltásokért és azért, ahogy Durrell lényegében magát az ősi egyiptomi várost is, mint a főszereplők egyikét mutatja be. A The Times irodalmi melléklete, a tetralógiáról írt recenziójában így fogalmazott: „Ha létezik olyan mű, amelynek minden mondata azonnal felismerhető kézjegyet visel, akkor ez az.”
2012-ben, amikor megnyitották az 50 évvel korábbi irodalmi Nobel-díj odaítélésének aktáit, kiderült, hogy az esélyesek listáján, a későbbi győztes amerikai John Steinbeck, továbbá Robert Graves brit költő, Jean Anouilh francia író és a dán Karen Blixen mellett Durrell is ott szerepelt. A bíráló svéd akadémia végül úgy határozott, hogy Durrell abban az évben ne kapja meg a díjat – talán azért, mert önmagában kevesellték a díjazás alapjául az Alexandriai négyest, ugyanakkor elhatározták, hogy figyelemmel kísérik jövőbeni írói tevékenységét. Feljegyezték azt is, hogy munkái „hagynak maguk után bizonyos kétes utóízt […] amiatt, hogy monomániásan belefeledkezik erotikus bonyodalmak taglalásába.” Várományosnak tartották a díjra 1961-ben is, akkor azonban nem került az esélyesek listájára.

### Két további házassága, letelepedése Languedocban
1955-ben elvált Eve Cohentől, és csak 1961-ben kötött újabb házasságot, harmadik felesége Claude-Marie Vincendon lett, akivel Cipruson ismerkedtek meg; Claude-Marie alexandriai születésű zsidó nő volt. Házasságuk hat évig tartott és az asszony rákbetegség miatt bekövetkezett halála vetett neki véget 1967-ben; Durrell belebetegedett az elvesztésébe. Újabb hat év szünet után, 1973-ban házasodott csak újra, negyedszer és utoljára. Ezúttal francia feleséget választott, Ghislaine de Boyssont, akivel 1979-ben elváltak.
Idős korában a franciaországi Languedoc-Roussillon egy kis falujában, Sommières-ben települt le, ahol egy kőfallal körülvett nagy házat vásárolt a falu szélén. Itt írta The Revolt of Aphrodite, Tunc (1968) és Nunquam (1970) című műveit, illetve itt fejezte be The Avignon Quintet című regénysorozatát, amelyet 1974 és 1985 között adott ki, és amelyben sok mindent felhasznált az Alexandriai négyesnél alkalmazott írói technikák közül. Bár a hasonló műveket kvintettnek szokás nevezni, Durrell előszeretettel emlegette e művét „quincunx”-ként (ötös kötésként).
A kvintett nyitóregényével, mely a Monsieur, or the Prince of Darkness címet viselte, 1974-ben elnyerte a James Tait Black Emlékdíjat; abban az évben Durrell Amerikában élt és a Kaliforniai Műszaki Intézetben volt vendégoktató. A sorozat harmadik regénye, a Constance, or Solitary Practices – amely a második világháborúban, Franciaország német okkupációja idején zajlik – szintén kedvező fogadtatást kapott, 1982-ben jelölték a Man Booker-díjra.

### Utolsó évei
Miután Durrell hosszú időn keresztül dohányzott, sok éven át tüdőtágulatban szenvedett. Halálát stroke okozta sommières-i házában, 1990 novemberében. Egy évvel halála után, 1991-ben a Granta című brit irodalmi magazin részleteket közölt Durrell késői születésű lánya, Sappho írásaiból. Sappho hat évvel korábban önkezével vetett véget életének, 33 évesen, miután korábban éveken át különféle pszichiátriai problémával küszködött. A Granta által közzétett feljegyzésekben arról számolt be, hogy korábban vérfertőző viszonya volt saját apjával. A lap szerkesztője, Roger Cohen ugyanakkor megjegyezte, hogy Sappho „erősen inkoherens” írásai lehetetlenné teszik annak megállapítását, hogy az által leírtak valójában megtörténtek-e, vagy csak fantáziálta őket.

## Diplomáciai, kormánymegbízotti tevékenysége
Durrell éveken keresztül dolgozott brit külképviseleteken. Szolgált az athéni és a kairói brit követségeken sajtóügyi referensként, Alexandriában és Belgrádban sajtóattaséként, volt a helyi brit képviselet igazgatója a görögországi Kalamátán és az argentínai Córdobán, illetve volt közkapcsolati igazgató Cipruson és a Dodekanészosz-szigeteken. Volt olyan megbízatás is, amit visszautasított, mert úgy érezte, hogy az ő „konzervatív, reakciós és jobboldali” politikai nézetei azon a poszton zavart kelthetnek.
Humoros műveiben, mint az Esprit de Corps vagy a Stiff Upper Lip olyan történeteket írt meg, amikkel diplomáciai testületeknél találkozott, főként Szerbiában. Többször panaszkodott arról, hogy sem Egyiptomot, sem Argentínát nem kedvelte, de mindkét előbbi állomáshelyénél lényegesen kevésbé kedvelte Jugoszláviát.

## Költészete
Durrell költészete némileg árnyékban maradt regényírói tündöklése mögött, de Peter Porter brit költő a Durrell válogatott verseiből kiadott kötet előszavában úgy magasztalta őt, mint „az elmúlt évszázadok egyik legjobbját [legjobb költőjét] és az egyik legélvezhetőbbjét”. Porter így írt Durrell költészetéről: „Mindig csodálatos, akár a hangzása, akár a szintaktikája. Újszerűsége abban rejlik, ahogy elutasítja, hogy fennköltebb legyen annál, mint amit a dolgok maguk közvetítenek, és abban, ahogy a nyelv teljes szókincsével bánni tud.”

## Brit állampolgársága
Élete nagy részében Durrell tiltakozott az ellen, hogy britként kezeljék, vagy akár csak kapcsolatba hozzák Angliával. Leginkább az volt a kedvére való, ha világpolgárként tekintettek rá. Halála után olyan szóbeszédek is felröppentek, hogy sosem volt brit állampolgársága, de valójában már születésekor a brit birodalom polgára lett, hiszen Indiában született az állam brit fennhatóságú időszakában, ott élő brit gyarmati családban.
1966-ban Durrellt, az Egyesült Királyság számos más lakójával együtt megfosztották a tartózkodási jogától, a nemzetközösségi bevándorlási törvény módosításának eredményeként. A törvényt kimondatlanul az Indiából, Pakisztánból és a Karib-térségből származó bevándorlás csökkentésére szánták, de Durrellt is sújtotta, aki ezért elutasította az állampolgárságot. Mint kiderült, nem volt tudomása arról, hogy 1962-ben brit állampolgárként kellett volna regisztrálnia ugyanezen jogszabály alapján.
A Guardian 2002-es beszámolója szerint Durrellt 1966-ban a 20. század végének egyik legkeresettebb és legelismertebb brit regényírójának tartották, aki ekkoriban volt pályája csúcsán. Teljes jogú állampolgárság hiányában azonban minden egyes nagy-britanniai beutazásához vízumot kellett, hogy kérjen, ami komoly felzúdulást váltott ki diplomáciai körökben. Sir Patrick Reilly, a párizsi nagykövet annyira felháborodott, hogy maga írt levelet külügyminisztériumi feletteseinek. Ebben így fogalmazott: „Bátorkodom javasolni, hogy bölcs dolog lenne meggyőződni afelől, miszerint a minisztereink, úgy a külügyi, mint a belügyi tárcák vezetői tisztában vannak azzal, hogy az angol nyelv egyik legnagyobb, élő íróját megfosztották az Egyesült Királyság állampolgárságától, amelyre pedig jogosult.”

## Művei

### Regények
- Pied Piper of Lovers (1935)
- Panic Spring (1937, Charles Norden álnéven)
- The Black Book (1938; második kiadása 1977)
- Cefalu (1947; második kiadása 1958, The Dark Labyrinth címmel)
- White Eagles Over Serbia (1957)
- The Alexandria Quartet (1962, magyarul: Alexandriai négyes)
  - Justine (1957)
  - Balthazar (1958)
  - Mountolive (1958)
  - Clea (1960)
- The Revolt of Aphrodite (1974)
  - Tunc (1968)
  - Nunquam (1970)
- The Avignon Quintet (1992)
  - Monsieur: or, The Prince of Darkness (1974)
  - Livia: or, Buried Alive (1978)
  - Constance: or, Solitary Practices (1982)
  - Sebastian: or, Ruling Passions (1983)
  - Quinx: or, The Ripper’s Tale (1985)
- Judith (1962-1966 körül írt, életében kiadatlan regény, melynek kiadására 2012-ben került sor)

### Útleírások
- Prospero’s Cell: A guide to the landscape and manners of the island of Corcyra [Corfu] (1945; második kiadása 2000) (ISBN 0-571-20165-2)
- Reflections on a Marine Venus (1953)
- Bitter Lemons (1957; második kiadása 2001, Bitter Lemons of Cyprus címmel)
- Blue Thirst (1975)
- Sicilian Carousel (1977)
- The Greek Islands (1978)
- Caesar’s Vast Ghost (1990)

### Költői művek
- Quaint Fragments: Poems Written between the Ages of Sixteen and Nineteen (1931)
- Ten Poems (1932)
- Transition: Poems (1934)
- A Private Country (1943)
- Cities, Plains and People (1946)
- On Seeming to Presume (1948)
- The Poetry of Lawrence Durrell (1962)
- Selected Poems: 1953–1963 Edited by Alan Ross (1964)
- The Ikons (1966)
- The Suchness of the Old Boy (1972)
- Collected Poems: 1931–1974 Edited by James A. Brigham (1980)
- Selected Poems of Lawrence Durrell (Peter Porter szerkesztésében, 2006)

### Drámák
- Bromo Bombastes (1933, Gaffer Peeslake álnéven)
- Sappho: A Play in Verse (1950)
- An Irish Faustus: A Morality in Nine Scenes (1963)
- Acte (1964)

### Humoros írások
- Esprit de Corps (1957)
- Stiff Upper Lip (1958)
- Sauve Qui Peut (1966)
- Antrobus Complete (1985) – korábban újságokban, folyóiratokban publikált rövidebb írásainak gyűjteménye, a diplomáciai élet szereplőinek történeteiből.

### Tanulmányok és esszék
- A Key to Modern British Poetry (1952)
- Art & Outrage: A Correspondence About Henry Miller Between Alfred Perles and Lawrence Durrell (1959)
- Lawrence Durrell and Henry Miller: A Private Correspondence (1962) edited by George Wickes
- Spirit of Place: Letters and Essays on Travel (1969) edited by Alan G. Thomas
- Literary Lifelines: The Richard Aldington—Lawrence Durrell Correspondence (1981) edited by Ian S. MacNiven and Harry T. Moore
- A Smile in the Mind’s Eye (1980)
- Preface, about Eduardo Sanguinetti of Sanguinetti´s Poetry and Philosophical Essay Alter Ego (1986), edited by The Pentland (Edinburgh).
- Letters to T. S. Eliot (1987) Twentieth Century Literature Vol. 33, No. 3 pp. 348–358.
- The Durrell-Miller Letters: 1935–80 (1988), edited by Ian S. MacNiven
- Letters to Jean Fanchette (1988), edited by Jean Fanchette
- From the Elephant’s Back: Collected Essays & Travel Writings (2015), edited by James Gifford

### Szerkesztések és fordítások
- Six Poems From the Greek of Sikelianós and Seféris (1946, fordítóként)
- George Seferis: The King of Asine and Other Poems (1948, a fordítók egyikeként)
- Emmanuel Roídes: The Curious History of Pope Joan (1954, fordítóként)
- The Best of Henry Miller (1960, szerkesztőként)
- New Poems 1963: A P.E.N. Anthology of Contemporary Poetry (1963, szerkesztőként)
- Wordsworth; Selected by Lawrence Durrell (1973, szerkesztőként)

## Magyarul
- Jelentéktelen reggel; ford. Somlyó György; in: Szélrózsa 2. Huszadik század; Magvető, Bp., 1965
- A Hosszú Bárban; ford. Franyó Zoltán; in: Lírai világtájak. Válogatott műfordítások; Európa, Bp., 1967
- Alexandriai négyes. Regény, 1-2.; ford. Szőllősy Klára, versford. Képes Géza, bev. Nagy Péter; Európa, Bp., 1970
- Egy kis párizsi kaland; ford. Bart István; in: Pokolkő. Mai angol elbeszélők; vál. Geher István, életrajzi jegyz. Takács Ferenc; Európa, Bp., 1971 (Európa zsebkönyvek)
- Sarajevo; in: Öt világrész költészetéből; vál., ford. Naschitz Frigyes, előszó Efrájim Kishon; Kolosszeum, Tel-Aviv, 1980
- A spirituális tanácsadó; in: Rakéta Regényújság, 1983/28.
- Szicíliai körhinta; ford. Mészáros Klára, versford. Gyárfás Endre; Gondolat, Bp., 1986 (Világjárók)
- Rugalmas elszakadás; in: Rakéta Regényújság, 1986/?
- A sötét útvesztő; ford. Békés András; Szépirodalmi, Bp., 1989 (Kentaur könyvek)

## Külső hivatkozások
- Michael Haag: A Durrell család története India, Korfu, Anglia; ford., jegyz. Magyarics Péter; Taramix–Panem Könyvek, Bp., 2019
- The International Lawrence Durrell Society A nonprofit educational organization promoting the works and study of Lawrence Durrell
- Durrell 2012: The Lawrence Durrell Centenary Centenary event website
- Durrell Celebration in Alexandria
- Andrewski, Gene: Lawrence Durrell: The Art of Fiction No. 23 (interview). The Paris Review, 1959. április 23. (Hozzáférés: 2006. július 1.)
- Gifford, James: Lawrence Durrell: Text, Hypertext, Intertext. Agora: An Online Graduate Journal, 2004. július 30. (Hozzáférés: 2007. október 14.)
- Gifford, James: Forgetting A Homeless Colonial: Gender, Religion and Transnational Childhood in Lawrence Durrell’s Pied Piper Of Lovers. Jouvert: A Journal of Postcolonial Studies, 2001. november 30. [2012. február 26-i dátummal az eredetiből archiválva]. (Hozzáférés: 2007. október 14.)
- „Lawrence Durrell in the ambiguous white metropolis” Archiválva 2011. június 16-i dátummal a Wayback Machine-ben: an essay on the Alexandria Quartet, Times Literary Supplement (TLS), 27 August 2008

## Fordítás
- Ez a szócikk részben vagy egészben  a   Lawrence Durrell című angol Wikipédia-szócikk fordításán alapul.  Az eredeti cikk szerkesztőit annak laptörténete sorolja fel. Ez a jelzés csupán a megfogalmazás eredetét és a szerzői jogokat jelzi, nem szolgál a cikkben szereplő információk forrásmegjelöléseként.